# Slony-I
Slony-I (русск. слоны) — система асинхронной master-slave репликации для СУБД PostgreSQL, основана на триггерах. Название было введено Вадимом Михеевым, одним из создателей системы, и связано с логотипом программы PostgreSQL (на котором изображён слон).

## Особенности
- Поддержка нескольких slave узлов
- Репликация между разными версиями PostgreSQL
- Репликация между разными аппаратными платформами и операционными системами
- Поддержка частичной репликации, то есть репликации только определённого набора таблиц
- Поддержка репликации разных таблиц на разные slave узлы
- Поддержка репликации разных таблиц с разных мастеров на один slave узел